# Quartier du Faubourg-Montmartre

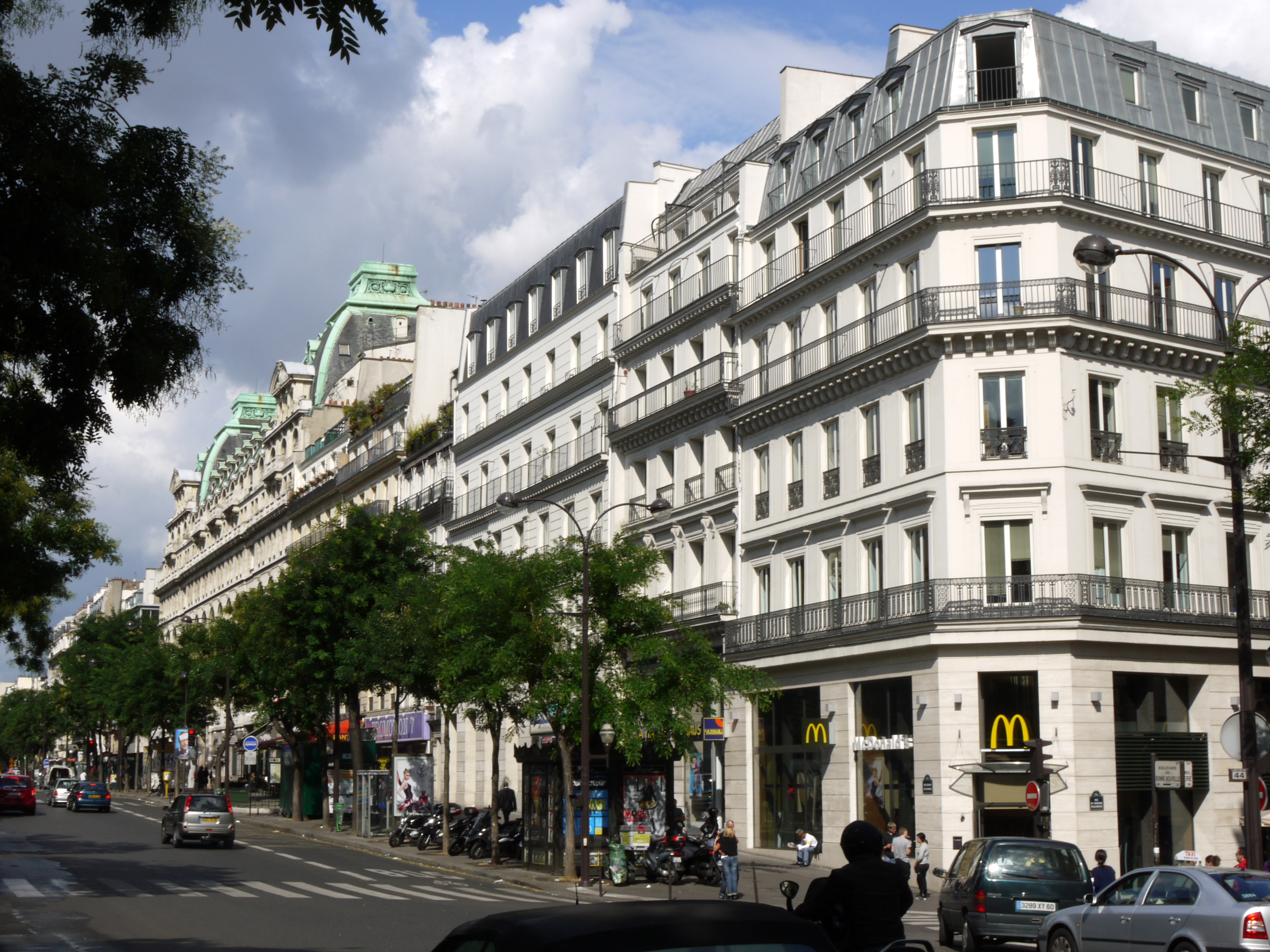
Boulevard Poissonnière

Quartier du Faubourg-Montmartre (čtvrť Předměstí Montmartre) je 35. administrativní čtvrť v Paříži, která je součástí 9. městského obvodu. Má rozlohu 41,7 ha a její hranice tvoří ulice Rue Lamartine a Rue de Montholon na severu, Rue de Faubourg-Poissonnière na východě, bulváry Poissonnière, Montmartre a Italiens na jihu a Rue Fléchier a Rue Laffitte na západě.
Čtvrť nese jméno bývalého pařížského předměstí, které se kdysi rozkládalo na jižním úpatí kopce Montmartre.

## Vývoj počtu obyvatel
| Rok sčítání | Počet obyvatel | Hustota zalidnění (ob./km²) |
| ----------- | -------------- | --------------------------- |
| 1954        | 18 151         | 43 528                      |
| 1962        | 16 308         | 39 108                      |
| 1968        | 14 756         | 35 386                      |
| 1975        | 12 455         | 29 868                      |
| 1982        | 10 636         | 25 506                      |
| 1990        | 9 704          | 23 271                      |
| 1999        | 9 233          | 22 141                      |